# Dieffenbachia elegans
Dieffenbachia elegans är en kallaväxtart som beskrevs av A.M.E.Jonker och Fredrik Pieter Jonker. Dieffenbachia elegans ingår i släktet prickbladssläktet, och familjen kallaväxter. Inga underarter finns listade.